# Tenthredo bifasciata
Tenthredo bifasciata är en stekelart som beskrevs av Müller 1766. Tenthredo bifasciata ingår i släktet Tenthredo, och familjen bladsteklar. Enligt den finländska rödlistan är arten nationellt utdöd i Finland. Arten är reproducerande i Sverige. Artens livsmiljö är torra gräsmarker.